# Hardball (pel·lícula)
Hardball és una pel·lícula estatunidenco-alemanya de Brian Robbins, estrenada el 2001. Ha estat doblada al català.

## Argument
Els deutes de joc de Conor O'Neill no deixen de créixer. Un dia, un amic banquer li proposa entrenar un equip de beisbol compost de joves nois, els Kekambas . Accepta el treball, que li podria ajudar a pagar els seus deutes, encara que l'horroritzen els nens. En el contacte amb nou petits monstres incompetents, Conor viu el pitjor malson de la seva vida i la partida promet ser llarga, ja que no escolten les seves directrius. Conor s'esforça a omplir valentament el seu paper amb el suport compassiu de la institutriu Elizabeth Wilkes...

## Repartiment
- Keanu Reeves: Conor O'Neill
- Diane Lane: Elizabeth Wilkes
- John Hawkes: Ticky Tobin
- Bryan Hearne: Andre Ray Peetes
- Julian Griffith: Jefferson Albert Tibbs
- Michael B. Jordan: Jamal
- A. Delon Ellis Jr.: Miles Pennfield II
- Kristopher Lofton: Clarence
- Michael Perkins: Kofi Evans
- Brian M. Reed: Raymond 'Ray Ray' Bennet
- DeWayne Warren: Jarius 'G-Baby' Evans
- Carol Hall: Pearla Evans (com Carol E. Hall)
- Jacqueline Williams: Lenora Tibbs
- Freeman Coffey: Darryl Mackey
- Mike McGlone: Jimmy Fleming
- D.B. Sweeney: Matt Hyland
- Graham Beckel: Duffy

## Rebuda
PremisNominada als Premis Razzie: Pitjor actor (Keanu Reeves)
Crítica"Amigable pel·lícula de beisbol (...) sorprenentment dona poques bandades mentre camina en la corda fluixa entre el realisme urbà i l'entreteniment familiar."